# Pieter Johannes van Rhijn
Pour les articles homonymes, voir Van Rhijn.
Pieter Johannes van Rhijn (24 mars 1886 – 9 mai 1960) est un astronome néerlandais. Né à Gouda, il étudie à Groningue. Il est directeur du Sterrenkundig Laboratorium (Institut d'astronomie Kapteyn) à Groningue.
Il meurt à Groningue. Le cratère van Rhijn sur la Lune porte son nom, ainsi que l'astéroïde (2203) van Rhijn.

## Sources
- (nl) Stamboom geslacht Van Rhijn
- (nl) Biografie van Rhijn, Pieter Johannes van